# Guillaume Labbé
Pour les articles homonymes, voir Labbé.
Guillaume Labbé, né le 26 janvier 1983 à Paris, est un acteur français de théâtre, de cinéma et de télévision. 

## Biographie

### Famille
Guillaume Labbé est le premier d'une fratrie de quatre enfants, dont Constance Labbé, actrice également,
née en 1988.

### Joueur de rugby
Guillaume Labbé a joué au rugby à haut niveau. Espoir du Stade français de 1999 à 2002, il rejoint ensuite le RC Suresnes, club avec lequel il joue jusqu'en 2007. Entre 2000 et 2005, il joue dans l'équipe France Espoirs de rugby, avec laquelle il gagne plusieurs titres. À cette époque, il participe aux millésimes 2003 et 2004 du calendrier « Les Dieux du stade », vendu à plusieurs milliers d'exemplaires au profit d'associations.

### Études et formation artistique
Guillaume Labbé fait des études en écriture audiovisuelle. Passionné de cinéma, il part pour les États-Unis et s’inscrit à l’école de théâtre HB Studio de New York, où il suit les cours d’art dramatique.

### Carrière de comédien
Guillaume Labbé fait ses débuts au cinéma en 2010, dans le film Toutes nos envies, où il joue un rugbyman prénommé Pascal.
En 2012, il crée son propre « seul en scène  » : Guillaume boit du lait, au Théâtre du Funambule. 
Sa carrière se poursuit à la télévision : après des apparitions dans la série Scènes de ménages et dans le téléfilm Mystère à la Sorbonne, il obtient le rôle principal dans Plan cœur (une série française diffusée sur Netflix entre 2018 et 2022) et Je te promets, adaptation pour TF1 de la série américaine This Is Us.

Il joue ensuite dans Parallèles, une série française diffusée sur Disney+ depuis 2022.

## Filmographie

### Acteur

#### Cinéma

##### Longs métrages
- 2011 : Toutes nos envies de Philippe Lioret : Pascal, le rugbyman
- 2014 : La French de Cédric Jimenez : Paul, le vendeur
- 2017 : Les Hommes du feu de Pierre Jolivet : Martial
- 2018 : Voyez comme on danse de Michel Blanc : Loïc
- 2018 : Le Gendre de ma vie de François Desagnat : Thomas Cazenave
- 2019 : L'Intervention de Fred Grivois : Jean-Luc Larrain
- 2019 : Debout sur la montagne de Sébastien Betbeder : Baptiste

##### Courts métrages
- 2013 : Combien de temps dure ma tristesse de Guillaume Fizet : Théo
- 2013 : Big Boy d'Éric Pellerin : Thomas
- 2017 : Speed/Dating de Daniel Brunet et Nicolas Douste : un membre du GIGN
- 2019 : 3000 euros de Johann Dionnet : un des deux amis parieurs de Yann
- 2019 : Le Mec fidèle de William S. Touitou
- 2020 : À fleur de boule de Patrick Cassir : Guillaume
- 2022 : Appel en absence de Hugo Lefevre : Ben

#### Télévision

##### Séries télévisées
- 2015-2019 : Scènes de ménages : Joris, le collègue de Camille et coach sportif
- 2015 : Hôtel de la plage : Chris
- 2017 : Commissaire Magellan (saison 8, épisode 3 Saignac Circus d'Éric Duret) : Milo Orsini
- 2018-2022 : Plan cœur : Maxime (14 épisodes)
- 2019 : Trauma : Adam Belmont
- 2019 : Replay (mini-série) de Matthias Castegnaro : Christian
- 2020 : Validé (saison 1, épisode 7 de David Diane) : Bertrand Le Prod (1 épisode)
- 2021 : L'École de la vie : Vincent Picard (6 épisodes)
- 2021 : Profession comédien : lui-même
- 2021-2023 : Je te promets : Mickaël Gallo
- 2022 : Parallèles (mini-série) : Lieutenant Retz
- 2023 : Un gars, une fille (au pluriel) : Loulou
- 2023-2025 : Escort boys de Ruben Alves : Ben
- 2024 : Machine : Benoît
- 2024 : Rivages (mini-série) de David Hourrègue : Julien
- 2025 : Super Mâles de Noémie Saglio et Olivier Rosemberg : Cédric
- 2025 : Anaon de David Hourrègue : Maximilien Sendac
- 2026 : Le Diplôme de Philippe Lefebvre et Vianney Lebasque : Pierre

##### Téléfilms
- 2018 : Mystère à la Sorbonne de Léa Fazer : Arthur Marcellin
- 2021 : L'Invitation de Fred Grivois : Xavier
- 2023 : Les Yeux grands fermés de Clément Michel : Stéphane

#### Web
- 2014 : La Débande (web série produite par wwwk et Endemol)

### Scénariste
- 2022 : À la folie (téléfilm) d'Andréa Bescond et Éric Métayer

## Distinction
- Festival de la fiction TV de La Rochelle 2021 : meilleur scénario pour À la folie